# Площадь Славы (Москва)
Площадь Сла́вы — площадь, расположенная в Юго-Восточном административном округе города Москвы на территории района Кузьминки.

## История
Площадь получила своё название в 2005 году (утверждено 2 августа) в память о юбилее (60 лет) победы в Великой Отечественной войне.
Первоначально площади планировалось дать имя 60-летия Победы. Однако городская комиссия по наименованию территориальных единиц, улиц и станций метрополитена посчитала, что предлагаемое название слишком прозаично, громоздко и неудобно в произношении.

## Расположение
Площадь расположена между Жигулёвской и Зеленодольской улицами, с юга примыкает к дублёру Волгоградского проспекта, а к северу от площади находится Московский областной Дом искусств. Находится в 130—140 м от станции метро «Кузьминки». Форма площади — прямоугольная.

## Достопримечательности
7 мая 2005 года на площади открыт светомузыкальный фонтанный комплекс «Музыка Славы».
Проект разработан авторским коллективом союза московских архитекторов «Архитектурный фонд» под руководством академика архитектуры Ю. П. Платонова. Основными компонентами монументально-декоративной композиции «Музыка Славы» являются «Пирамида памяти» и «Фанфары Победы». Высота пирамиды — 9 метров, высота фанфар — 21 метр.
В 2019 году по программе создания комфортной городской среды «Мой район» на площади Славы было обустроено общественное пространство. В рамках городского фестиваля «Цветочный джем» у фонтана был разбит ландшафтный парк. Фактический адрес парка — Волгоградский проспект, д. 119. При обустройстве парка была опробована технология высаживания растений в песок для повышения их жизнеспособности в жестких условиях городской среды. Концепцию парка разработал шведский ландшафтный дизайнер Питер Корн.